# أوسكار بيرغلوند
أوسكار بيرغلوند (بالسويدية: Oscar Berglund)‏ (13 أبريل 1984 بأوربرو في السويد - ) هو لاعب كرة قدم سويدي في مركز حراسة المرمى. شارك مع منتخب السويد تحت 17 سنة لكرة القدم ومنتخب السويد تحت 19 سنة لكرة القدم ومنتخب السويد تحت 21 سنة لكرة القدم. أما مع النوادي، فقد لعب مع نادي آسيريسكا ونادي هلسينغبورغ ونادي أوسترس ونادي سوندسفال ‏.

## وصلات خارجية
- أوسكار بيرغلوند على موقع اتحاد السويد (السويدية)
- أوسكار بيرغلوند على موقع قاعدة بيانات كرة القدم.إي يو (الإنجليزية)